# 297
297 (CCXCVII na numeração romana) foi um ano comum do século IV do Calendário Juliano, da Era de Cristo, teve início a uma sexta-feira  e terminou também a uma sexta-feira, a sua letra dominical foi C (52 semanas)
| Ano completo                       |
| ---------------------------------- |
| Ano comum com início à sexta-feira |

## Eventos
- Galério, enviado por Diocleciano para combater Narses, xá sassânida, é derrotado por este em Carras (hoje, Harã, na Turquia).
- A administração civil e militar são separadas no Império Romano.
- Instituição da Galécia como província separada definitiva, com os três conventos de Bracara, Luco e Astúrica Augusta.
- Um édito proclama como contrária ao estado romano a doutrina maniqueísta criada pelos persas.
- Uma revolta no Egito é reprimida por Diocleciano.
- Narses da Pérsia vence o rei Tirídates III da Arménia.
- Narses da Pérsia e Diocleciano concluem um tratado de paz entre o Império Sassânida e Roma.